# Jean Madelaine
Jean Madelaine foi um ciclista francês que durante os Jogos Olímpicos de Verão de 1908 em Londres, competiu nos 100 km contrarrelógio. No entanto ele não terminou a corrida.